# Viktor Dahlén
Viktor Dahlén – szwedzki narciarz, reprezentant klubu Luleå SK. Uczestnik mistrzostw świata. Mistrz kraju.
Uczestniczył w Mistrzostwach Świata w Narciarstwie Klasycznym 1926 w Lahti. W konkursie skoczków narciarskich zajął 24. miejsce. Z kolei w rywalizacji kombinatorów norweskich został sklasyfikowany na 17. pozycji.
W 1926 zdobył mistrzostwo Szwecji w skokach narciarskich.